# Claude Ferval
Claude Ferval, seudónimo de la baronesa Marguerite Aimery Harty de Pierrebourg, de soltera Thomas-Galline (Agen, 15 de junio de 1856 - Herbault, 20 de abril de 1943) fue es una novelista, una biógrafa y poeta francesa.

## Biografía
Marguerite Thomas-Galline nació en Agen. Su padre fue general y cambió mucho de regimiento. Vivió una parte de su infancia en Lyon donde estudió en el Convento de la Asunción como residente. Se casó en Lyon, el 18 de abril de 1876 con un oficial, el barón de Aimery Harty de Pierrebourg. Con él, tuvo un hijo y una hija. Le acompañó a Argelia y a otros destinos.
Durante unos diez años, se dedicó a la pintura en la Academia Julian, trabajó bajo la dirección de Tony-Robert Fleury y expuso en el Salón.
Después del matrimonio de su hija, se dedicó a escribir. Escribió y publicó su primera novela L'autre amour. Recibió buenas críticas y un premio de la Academia Francesa. Claude Ferval se separó de su marido. Tuvo una larga aventura con Paul Hervieu (que murió en 1915). Escribió otras novelas. Amigo de Claude Ferval y asiduo visitante de su salón, Marcel Proust apreció la calidad literaria de sus novelas; más aún, buscó la opinión de su amigo para sus obras « para el libro que estoy terminando me gustaría tener su consejo »; « si realmente lo que pienso le preocupa un poco [...] nada es más recíproco. No fue usted, creo, la única persona a la que una vez pedí consejo para una edición de mis pastiches. » 
Claude Ferval dedicó el resto de su carrera literaria a escribir biografías, la mayoría de las veces sobre grandes figuras femeninas. La acogida de la crítica fue generalmente muy favorable, por ejemplo Maurice Rostand escribió sobre Ninon "Aquí hay un libro muy hermoso y de una poesía tan entrañable que es imposible interrumpir la lectura una vez empezada. El encanto de Ninon parece seguir vivo, robado de la sonrisa de sus retratos, del silencio de su tumba. Y el encanto que emana de él, ese encanto que es a la vez tan persistente y tan fuerte, es el más diferente del encanto que suele surgir de estas resurrecciones históricas. Es que, como todas las obras superiores, este hermoso libro tiene un secreto..."
En 1912 Claude Ferval se convirtió en presidente del jurado del Prix de la Vie Heureuse, cuyo nombre, en 1922, pasó a ser Premio Fémina. Fue miembro de la Société des Gens de Lettres.

## Premio
Claude Ferval recibió dos premios de la Academia Francesa:

- En 1934, el premio de la Academia por Rousseau et les femmes
- En 1903, el premio Montyon por L'autre amour

## Publicaciones

### Novela y poesía
- L'Autre amour, Paris, 1902, Calmann-Lévy, 318 p.
- Ciel rouge, Paria, 1908,E. Fasquelle, 331 p.[8]
- Ma figure, illustrations de René Prinet, Paris, 1911, A. Fayard, 126 p.
- Vie de château, Paris, 1904, E. Fasquelle, 309 p.
- La trace de ses pas, dernier vers, poèmes, préface de Georges de Lauris, Paris, 1946, A. Fayard, 275 p

### Biografía
- Madame Du Deffand: L'esprit et l'amour au XVIIIe siècle, Paris, 1933, Arthème Fayard et Cie, p. 414[9]
- Ninon et son cortège  : Paris, 1924, : A. Fayard, p.284[10]
- Madame Du Châtelet, Une maîtresse de Voltaire, Paris, 1948, A. Fayard, p.246
- Jean-Jacques Rousseau et les femmes, Paris, 1934, Arthème Fayard et Cie, p.415
- La Vie et la mort de Cléopâtre, Paris, 1922, A. Fayard, p.348[11]
- Un double amour (Louise de La Vallière), préface de Jean Richepin, Paris, 1913, E. Fasquelle, p. 383[12]